# Stanley Brundy
Stanley Dwayne Brundy (Nueva Orleans, 13 de noviembre de 1967) es un exjugador de baloncesto estadounidense que disputó una temporada en la NBA, además de jugar en la CBA, la liga venezolana, la colombiana y la israelí. Con 1,98 metros de estatura, juega en la posición de alero.

## Trayectoria deportiva

### Universidad
Jugó durante cuatro temporadas con los Blue Demons de la Universidad DePaul, en las que promedió 12,3 puntos, 7,5 rebotes y 1,1 tapones por partido.

### Profesional
Fue elegido en la trigésimo segunda posición del Draft de la NBA de 1989 por New Jersey Nets, con los que disputó sólo 16 partidos, en los que promedió 2,3 puntos y 1,6 rebotes.
Al año siguiente fichó por los Rapid City Thrillers de la CBA, donde jugó dos temporadas, siendo elegido en la primera de ellas Debutante del Año. A partir de ese momento inició su carrera internacional, que le llevaría a jugar a países como Venezuela, Colombia o Israel.

## Estadísticas de su carrera en la NBA

### Temporada regular
| Año     | Equipo     | PJ | PT | MPP | %TC  | %3P | %TL  | RPP | APP | ROB | TPP | PPP |
| ------- | ---------- | -- | -- | --- | ---- | --- | ---- | --- | --- | --- | --- | --- |
| 1989-90 | New Jersey | 16 | 0  | 8.0 | .500 | -   | .389 | 1.6 | .4  | .2  | .3  | 2.3 |
| Total   | Total      | 16 | 0  | 8.0 | .500 | -   | .389 | 1.6 | .4  | .2  | .3  | 2.3 |